# Agali
Agali (također: jezero Mäksa Agali) je jezero površine 13 hektara i dubine 19,5 metara. Nalazi se u dolini pored sela Mäksa, Estonija.
Jezero Agali dom je sljedećim ribljim vrstama: bodorka, grgeč, štuka, deverika, linjak, Gymnocephalus cernua, crvenperka, jez i jegulja .